# كبلر-443b
كيبلر-443b هو كوكب خارج المجموعة الشمسية يبعد 2،540 سنة ضوئية عن الأرض. لديه فرصة بنسبة 89.9٪ لتكون في المنطقة الصالحة للحياة للنجم، ومع ذلك فإن احتمال كونه صخري هو 4.9٪ فقط.